# Morgan Alexander
Morgan Alexander (Regina, 19 de febrero de 1982) es un deportista canadiense que compitió en bobsleigh.
Ganó una medalla de bronce en el Campeonato Mundial de Bobsleigh de 2005, en la prueba cuádruple. Participó en los Juegos Olímpicos de Turín 2006, ocupando el cuarto lugar en la misma prueba.

## Palmarés internacional
| Campeonato Mundial | Campeonato Mundial | Campeonato Mundial | Campeonato Mundial |
| Año                | Lugar              | Medalla            | Prueba             |
| ------------------ | ------------------ | ------------------ | ------------------ |
| 2005               | Calgary (Canadá)   | Medalla de bronce  | Cuádruple          |